# Nicolae Cocea
Nicolae D. Cocea (n. 29 noiembrie 1880, Bârlad, Tutova, România – d. 1 februarie 1949, Sighișoara, Mureș, România) a fost un avocat, scriitor, jurnalist, publicist român, politician comunist și mason. 
Este fratele lui Alice Cocea și tatăl lui Tanți și al Dinei Cocea, două actrițe de succes în Franța și respectiv în România. A fost ginerele fondatorului ziarului Adevărul, marxistul Constantin Mille. Între anii 1928 și 1945 a locuit la Sighișoara.

## Biografie
Tatăl său a fost generalul de armată Dumitru Cocea, familia Cocea fiind de origine albaneză, descendenți ai serdarului Gheorghe Cocea. Mama sa, Cleopatra, publicistă și jurnalistă, provenită dintr-o familie de mici proprietari agricoli, a avut o mare influență asupra modelării tănărului Nicolae. În anul 1907, a participat la congresul Internaționalei a II-a Socialiste de la Stuttgart. În anul 1920 este ales deputat. În anii '20, face închisoare pentru lezmajestate.  Nicolae Cocea a decedat din cauza unei congestii cerebrale.

###### Activitatea masonică
Nicolae Cocea a fost un activ francmasoni, dar nu se cunosc (încă) locul și data inițierii sale. În decembrie 1944 a făcut parte din comitetul care a convocat toți frații de la gradul 3 în sus, pentru reaprinderea luminilor Masoneriei în România. Activitatea sa masonică mai cunoscută este cea din perioada 1945-1948. În iunie 1948, este cel care îi informează pe "frați" în legătură cu intrarea în adormire a Masoneriei românești, impusă de comuniști.

## Activitatea literară
Atașat încă din tinerețe mișcării socialiste, a fost membru activ al cercului România muncitoare.
De asemenea, a condus numeroase publicații legate de aceasta sau a colaborat la ele: Viața socială, Rampa, Viitorul social, Facla, Chemarea. A fost director al unor publicații aflate sub îndrumarea PCR: Era nouă, Reporter.
Având orientare de stânga, critică monarhia, oligarhia și susține cauza Răscoalei din 1907.
În 1917, la Petrograd, îl cunoaște pe Lenin, pentru care resimte o simpatie deosebită și pe care îl evocă în mod elogios, doi ani mai târziu, într-un articol din ziarul Chemarea.

### Scrieri
- 1925: O rușine, pamflet prin care susține muncitorimea în perioada puternicelor valuri de proteste sociale de la începutul secolului XX
- 1931: Vinul de viață lungă, roman
- 1933: Fecior de slugă, roman ce demască burghezia
- 1935: Nea Nae
- Canalia, piesă de teatru, o adevărată satiră socială.
- Pentru un petec de negreață, București, Alcalay, 1934

### În alte limbi
- A hosszú élet bora („Vinul de viață lungă”), traducere în limba maghiară de V. András János, Európa Könyvkiadó, Budapesta, 1962.[11]

## Publicații
- scoate revista "Facla" (1910)
- ziarul "L'Entante" (1917-1918)
- tipărește ziarul "Omul liber"
- redactor-responsabil "Era nouă" (1936)
- redactor-responsabil "Reporter" (1937)